# Nyctobia reiffi
Nyctobia reiffi là một loài bướm đêm trong họ Geometridae.